# C-парадокс (избыточность генома)
С-парадокс — отсутствие корреляции между физическими размерами генома и сложностью организмов.
Количество ДНК в гаплоидном геноме обозначают латинским символом С, где «С» означает «константный» (англ. constant) или «характерный» (англ. characteristic), так как это количество постоянно внутри одного вида организмов. В 1978 г. Т.Кавалье-Смит заметил, что у эукариот транскрибируется малая часть последовательностей нуклеотидов генома (3 % генома у человека). Более того, между разными даже близкородственными видами размер генома может варьировать в десятки и сотни раз. Например, среди позвоночных — более, чем в 350. Такая значительная избыточность некодирующих нуклеотидных последовательностей и изменчивость количества ДНК у близких видов названа С-парадоксом. Позднее выяснилось, что и количество кодирующих последовательностей — генов, также значительно варьирует у близких видов и не связано со сложностью фенотипа. Таким образом, возникает G-парадокс.